# Mimudea bipunctalis
Mimudea bipunctalis là một loài bướm đêm trong họ Crambidae.